# Die Reise (1986)
Die Reise ist eine Literaturverfilmung von Markus Imhoof aus dem Jahr 1986. Sie beruht auf dem autobiografischen Romanfragment Die Reise von Bernward Vesper, der vor der Fertigstellung 1971 durch Suizid starb.

## Inhalt
Der Film erzählt die Geschichte von Bertram Voss von seiner Kindheit bis zu seiner Verhaftung in in sich verschachtelten Rückblenden mit unterbrechender Rahmenhandlung. Der besseren Verständlichkeit wegen erfolgt die Inhaltsangabe chronologisch.
Ende des Zweiten Weltkriegs: Vater Jost Voss, ein überzeugter Nazi und Verfasser propagandistischer Gedichte und Romane, lässt seine Kinder Bertram und Ulrike provisorisch taufen, bevor die Amerikaner sein Haus besetzten und ihn zum Verhör mitnehmen. Die Kindheit und Jugend wird für Bertram schwer. Als Sohn eines Dichters der Nazis wird er in der Schule verhöhnt. Die Gedichte seines Vaters werden während der Schulstunde auf Anweisung des Lehrers aus dem Heft gerissen und als Klopapier verwendet. Als Jost Voss die herausgerissenen Seiten in den Schulsachen seines Sohnes findet, muss dieser die Seiten wieder einkleben und wird geschlagen. Das Verhältnis zwischen dem despotischen Vater, der seinen Sohn mit Drill erziehen will, und dem sensiblen Sohn wird nachhaltig gestört. Aus Rache leckt Bertram vor jedem Essen den Löffel des Vaters ab – als er Jahre später mit seiner schwangeren Verlobten Dagmar Wegener den Vater besucht und es zum Streit wegen der Leugnung der Konzentrationslager durch den Vater kommt, erzählt er ihm dies, woraufhin sich Jost Voss von seinem Sohn lossagt. Vorher haben sich beide auch gestritten, weil der Vater den Germanisten Bertram bittet, sich um eine Neuauflage seiner Bücher zu kümmern, dieser jedoch die aktuellen Geschehnisse in Vietnam weit wichtiger findet. Auf Jost Voss’ „Ich habe keinen Sohn mehr.“ erwidert Bertram Voss „Ich habe nie einen Vater gehabt.“
Im Kino läuft der Heinz-Rühmann-Film Max, der Taschendieb, über den die sich radikalisierenden Studenten vor Ort verstörende Bilder aus dem Vietnamkrieg spielen. Die Studenten, unter ihnen auch Bertram Voss, werden in Untersuchungshaft genommen. Im Gefängnis wird ihnen erzählt, dass bei den gleichzeitig stattgefundenen Protesten ein Polizist erstochen wurde. Nach ihrer Freilassung fahren sie nach Hause zu Dagmar, die, inzwischen Mutter des kleinen Florian, zu Hause geblieben war. Sie erfahren dort, dass in Wahrheit der ihnen bekannte Student Benno Ohnesorg erschossen wurde. Die Gruppe plant nun größere Anschläge und wirft unter anderem Brandsätze in die Scheunengebäude der berittenen Polizei. Bertram befreit heimlich die Pferde.
Dagmar Wegener beginnt eine Affäre mit dem neu zur Gruppe gestoßenen, vorbestraften Rolf Schröder. Zusammen mit ihm flüchtet sie vor der Polizei. Auf Sizilien planen die Terroristen in einem Camp einen Anschlag auf die US-amerikanische Botschaft. Unbemerkt gelingt es Bertram Voss, der inzwischen außerhalb der Gruppe steht, seinen Sohn Florian aus dem Camp zu schleusen. Gemeinsam fahren sie zu seiner Schwester, die sich jedoch weigert, ihn einzulassen. Die Flucht vor Rolf und Dagmar geht weiter. Nach einem Autounfall fahren Vater und Sohn zuerst zu früheren Freunden, wo sie im Fernsehen von der Verhaftung Rolfs wegen Anschlägen auf amerikanische Einrichtungen erfahren. Dagmar wird polizeilich gesucht. Bertram begibt sich zu ihr, doch sie weist ihn ab. Nach Florian fragt sie nicht einmal und so fahren Vater und Sohn zum elterlichen Anwesen. Die Eltern sind bereits vor einiger Zeit verstorben, das Haus ist nur noch provisorisch eingerichtet. Die Stille wird von Hubschrauberlärm gestört, Polizisten umstellen das Haus und nehmen den halbnackten Bertram fest. Als Florian von einem Polizisten aus dem Haus getragen wird, beißt der Junge den Polizisten in die Hand.

## Produktion
Die Dreharbeiten für Die Reise begannen am 8. Juli 1985 und endeten am 13. September 1985. Drehorte waren unter anderem Sizilien, Rom, Westberlin, Zürich und Balje-Altenwisch. Die Uraufführung fand 1986 auf den Filmfestspielen von Venedig statt.
Der Film entstand frei nach dem Romanfragment Die Reise von Bernward Vesper, der im Film den Namen Bertram Voss erhielt. „Der Film benutzt die Vorlage frei, alle Namen sind darum geändert“, so Markus Imhoof. Gudrun Ensslin heißt im Film Dagmar Wegener und war die Freundin von Bernward Vesper. Jost Voss stellt den Schriftsteller Will Vesper dar, Andreas Baader heißt im Film Rolf Schröder. Der Sohn von Ensslin und Vesper, Felix Ensslin, wird im Film Florian genannt. Der Film enthält die Widmung „für Florian“.
Die Reise besteht aus drei Handlungssträngen, die ineinander verwoben wurden. Die Rahmenhandlung, die den Film wie ein roter Faden durchzieht, ist die Entführung Florians durch den Vater und die Flucht durch Italien nach Deutschland. Zwischengeschaltet werden Episoden aus Bertrams Kindheit und aus seiner Zeit zusammen mit Dagmar, die zur langsamen Radikalisierung der Gruppe überleitet. Die einzelnen Erzählstränge verlaufen dabei in sich chronologisch, wechseln sich jedoch ab. Damit lehnt sich der Film an den Stil des Romanessays Die Reise von Bernward Vesper an. „Vesper erzählt im wesentlichen auf drei ineinander unverbundenen Ebenen, die sich intermittierend ineinanderschieben (zu der geplanten Verschmelzung in einem späteren Arbeitsgang ist es nicht mehr gekommen)“.

## Kritik
Reclams Lexikon des deutschen Films sah Die Reise als themenverwandt zu Margarethe von Trottas Film Die bleierne Zeit. Während von Trotta das Leben Gudrun Ensslins als Filmgrundlage nehme, benutze Imhoof „Elemente aus der Lebensgeschichte des Ensslin-Lebensgefährten Bernward Vesper, um Gründe und Entwicklung der radikalen Protesthaltung der 68er-Studenten aufzuzeigen. Beide Filme ergänzen sich zu einem Porträt der politisch Aktiven dieser Generation.“ Das Lexikon des Internationalen Films lobte Die Reise als „handfeste… und packende… Inszenierung“, der es gelinge, „den Generationenkonflikt plausibel zu machen. … Das nur diffuse Andeuten der politischen Motive und Theorien der Studentenbewegung erschwert jedoch das Verständnis des von ausgezeichneten Schauspielern getragenen Films.“
Urs Jenny kritisierte in der Zeitschrift Der Spiegel den Film als brave Variante der eigentlichen Biografie Vespers: „Aus dem Apo-Schreihals und literarischen Amokläufer Vesper ist ein sympathisch verträumter Nichtstuer geworden, der aus Liebe zu einem Mädchen in die Terrorszene gerät, aber noch rechtzeitig den Absprung schafft, alleingelassen, als die Braut auf einen schärferen Macho-Typen mit Knarre im Hosenbund abfährt.“ Als „braver, solider, abwägend vernünftiger Illustrator“ habe Regisseur Markus Imhoof „eine eigene Geschichte gebaut, den Fall eines Sympathisanten aus Liebe, das Unglücksleben eines Jungen, der von seinem Vater zum Nichts gemacht wird und später, selbst Vater geworden, an seinem Sohn zärtliche Wiedergutmachung versucht.“ Die Darstellung Gudrun Esslins sei „im deutschen Kino … die bisher dümmste, eine schmale, spitze Boulevard-Heroine …, die allen antikapitalistischantiimperialistischen Haß durch wildes Kopfschütteln und vorgeschobene Unterlippe ausdrückt; Markus Boysen, der Vesper-Typ …, muß ihr gegenüber ein freundlicher Schlaffi bleiben.“ Jenny fasste zusammen, dass der Film „mit Bernward Vespers schrecklichem Erbe … wenig zu tun [habe].“